# Летний лагерь (эксперимент)
Эксперимент в Робберс-Кейв иначе называемый Экспериме́нт «Ле́тний ла́герь» (англ. Robbers cave study) — общее название серии социально-психологических экспериментов, проводившихся Музафером Шерифом и его коллегами (Марвин Б. Сассмен, Роберт Хантингтон, О. Дж. Харви, Б. Джеком Уайтом, Уильямом Р. Худом и Кэролин В. Шериф) в период с 1948 по 1961 год. Данный эксперимент представляет собой психологическое исследование с целью доказать, что межгрупповые конфликты не являются неотвратимым следствием самого факта существования групп, а происходят из межгрупповой конкуренции за ограниченные ресурсы, а также из других кажущихся или реальных конфликтов интересов. Эксперимент с ясностью показал, что конфликт начинается уже в силу самого деления на группы, все остальные факторы (ресурсы, интересы) вторичны.
Он проходил в изолированном детском лагере, испытуемыми были мальчики 11–12 лет, исследователи выступали в роли обычного персонала лагеря — директора, воспитателей и т.д. Эксперимент стал одним из классических в истории мировой психологии.

## Эксперимент

### Подготовительный этап
Идея данного эксперимента появилась, когда М. Шериф и его коллеги решили проводить своё исследование в группах свободного типа, в которых развитие межгрупповых отношений было бы естественно и спонтанно, без давления извне и руководства. Исходя из этого они решили, что для подобных целей хорошо подойдет изолированный детский лагерь. Целью эксперимента было изучение факторов возникновения межгрупповых конфликтов: Шериф и его коллеги считали, что подобные конфликты возникают из-за межгрупповой конкуренции за ограниченные ресурсы, а не из-за самого факта существования групп.
Предметом исследования были выбраны мальчики 11–12 лет, для которых нахождение в лагере было бы интересно и увлекательно. Для того чтобы создать полностью контролируемые условия, Шериф и его коллеги специально отбирали мальчиков без физических и психических отклонений, из однородной социальной среды. Подбор испытуемых проводился крайне тщательно: была опрошена семья каждого из них и школьные работники, собирались результаты тестов, школьные журналы и медицинские справки. В результате в эксперименте принимали участие здоровые, социально адаптированные мальчики 11–12 лет, имеющие довольно высокий интеллект и происходящие из белых стабильных протестантских семей среднего класса.
Мальчики не были знакомы друг с другом до приезда в лагерь. Также никто им не говорил, что они участвуют в эксперименте, а исследователи изображали обычный лагерный персонал. Для сохранения естественной обстановки все эксперименты проводились в виде занятий и игр, которые уместны в обычном лагере. Мальчики с энтузиазмом участвовали в этих проектах, даже не догадываясь, что таким образом их тестируют. Все записи делались ненавязчиво, также по возможности исследователи пользовались скрытыми камерами с микрофонами.

### Фаза 1
Во время первой фазы эксперимента мальчики каждой группы не знали о существовании другой группы. Были организованы различные задания, целью которых было развитие групповой идентичности, которая обуславливалась групповой сплочённостью, преданностью и более тесным межличностным общением. Они разбивали палатки, накрывали на стол, строили вместе мостик для ныряния в местном плавательном бассейне и так далее. Данная фаза продолжалась неделю, и в процессе обе группы приобрели черты организации, а именно: мальчики обзавелись прозвищами, распределились внутригрупповые роли, были установлены нормы поведения, в обеих группах определился лидер и так далее. Завершение формирования групп обозначилось появлением самоназваний, что значит, что ребята полностью воспринимали себя как единое целое. Итак, первая фаза исследования привела к возникновению внутренней иерархии, символики, жаргона и других признаков групповой структуры.

### Фаза 2
Во второй фазе эксперимента группы первый раз столкнулись друг с другом. Для того чтобы спровоцировать конфликт между ними, исследователи устраивали различные соревнования: по бейсболу, футболу, перетягиванию каната, и в каждом состязании группы были противопоставлены друг другу. Сначала мальчики нормально взаимодействовали, но спустя короткое время появилась внегрупповая враждебность. Также исследователи награждали призами победителей, что увеличило недоброжелательность и враждебность во время игр. Если сначала мальчики просто смеялись друг над другом, то после этого они начали довольно-таки ярко проявлять предубеждение к чужой группе. Своих одногруппников они описывали как «смелых» и «дружелюбных», а членов другой команды называли «вонючками» и «трусами», что является ярким проявлением ингруппового фаворитизма (стратегия межгруппового поведения, основанная на тенденции благоприятствовать своей группе в ущерб другой). Когда мальчиков просили назвать своих друзей, они неизменно перечисляли только членов своей группы. Они искали поводы для столкновений, совершали набеги на жилища друг друга. Гипотеза Шерифа и его коллег о том, что конкуренция порождает конфликт, подтвердилась.

### Фаза 3
Во время третьей, заключительной фазы эксперимента в лагере Шериф хотел снизить уровень предубежденности, вызванный соревнованием. Для начала он решил проверить предположение, согласно которому противоречия сгладятся, если группы будут контактировать в благоприятных условиях. Однако данное предположение не подтвердилось. Враждебность продолжала нарастать даже после совместного похода в кино, а после того, как мальчиков попросили сесть в кафетерии через одного вместе с ребятами из другой группы, это привело к драке. После этого исследователи вернулись к выводу из первоначальной гипотезы, что соревнование порождает конфликт и предположили, что, напротив, совместные усилия должны создавать гармонию. 
Чтобы проверить это экспериментально, были сконструированы «сверхзадачи», которые были невыполнимы каждой из групп по отдельности. В первом случае была обнаружена неисправность в системе водоснабжения лагеря. Мальчики попытались решить проблему сообща, сначала найдя причину неисправности (кран резервуара с водой забил бумажный пакет), а потом обсуждая различные идеи, как удалить затор из крана, и достигли успеха. Во втором случае исследователи организовали поломку грузовика, который должен был доставить провиант, а мальчикам сказали, что он никак не заводится. И те снова работали вместе, чтобы придумать, как его завести (вручную толкать вперед, чтобы водитель попытался включить зажигание). Они решили прицепить верёвку, и все ребята тянули грузовик так, что водитель смог его завести. 
После этих событий исследователи заметили, что внегрупповая враждебность практически исчезла. Каждая группа стала положительно относиться к представителям чужой группы, а некоторые даже подружились между собой.

### Результаты
Базовая гипотеза эксперимента подтвердилась: межгрупповое соперничество приводит к возникновению конфликта, агрессивному поведению и формированию негативных стереотипов, а совместная деятельность и общие цели — к разрушению стереотипов, существенному снижению межгрупповых разногласий и ингруппового фаворитизма.

## Научный вклад
Данное исследование внесло достаточно серьёзный вклад в психологию и в исследования межгрупповых отношений, хоть результаты и не были неожиданными и принципиально новыми. Именно после М. Шерифа источники межгрупповой враждебности и сотрудничества начали искать не в индивидуальных мотивационных факторах, а в особенностях самого межгруппового взаимодействия — начинается применение группового подхода. Также ценным в исследованиях М. Шерифа является тот факт, что они проводились не на искусственно созданных лабораторных группах, а в реальных условиях.